# Madeline Musselman
Madeline Musselman (Newport Beach, 16 giugno 1998) è una pallanuotista statunitense.
Ha vinto la medaglia d'oro a Rio de Janeiro 2016 ed a Tokyo 2020. Nel 2021 e 2022 ha vinto il Total Player Award.

## Palmarès
- Olimpiadi

Rio de Janeiro 2016: 
Tokyo 2020: 
- Mondiali

Kazan' 2015: 
Budapest 2017: 
Gwangju 2019: 
Budapest 2022: 
Doha 2024: 
- Coppa del Mondo

Surgut 2018: 
Long Beach 2023: 
- World League

Shanghai 2015: 
Shanghai 2016: 
Shanghai 2017: 
Budapest 2019: 
Atene 2021: 
- Giochi panamericani

Toronto 2015: 
Lima 2019: 

## Riconoscimenti
- Pallanuotista dell'anno World Aquatics: 2022